# 손의 흔적
《손의 흔적》은 대한민국의 웹드라마이다.

## 줄거리
찌질한 복학생, 김홍식. 우연한 기회로 다른사람의 문자대화를 마음대로 볼 수 있는 앱, T-scope를 손에 넣는다 앱으로 변해가는 그의 파란만장 대학생활!

## 등장 인물

### 주요 인물
- 신재하 : 김홍식 역
- 류화영 : 박민영 역

### 그 외 인물
- 권영민 : 박순영 역
- 이범규 : 오빠마 역
- 노상보 : 배변 역
- 이효은 : 이수빈 역
- 임종인 : 랩치프 역
- 곽인준 : 이인감 교수 역
- 고유안 : 서진상 역
- 곽나연 : 환경미화원 역
- 전율 : 랩실 연구원 역
- 스텔라 : 상상속 컴패니언 걸 역
- 윤석진 : 전공 교수 역
- 이명호 : 휴대폰 판매원 역
- 탁트인 : 덕구 역